# Johanna Mattsson
Malin Johanna Mattsson (Gällivare, 2 de mayo de 1988) es una deportista sueca que compite en lucha libre. Su hermana Sofia compite en el mismo deporte.
Ganó tres medallas de bronce en el Campeonato Mundial de Lucha entre los años 2010 y 2021, y cuatro medallas en el Campeonato Europeo de Lucha entre los años 2006 y 2017.

## Palmarés internacional
| Campeonato Mundial | Campeonato Mundial | Campeonato Mundial | Campeonato Mundial |
| Año                | Lugar              | Medalla            | Categoría          |
| ------------------ | ------------------ | ------------------ | ------------------ |
| 2010               | Moscú (Rusia)      | Medalla de bronce  | 59 kg              |
| 2017               | París (Francia)    | Medalla de bronce  | 60 kg              |
| 2021               | Oslo (Noruega)     | Medalla de bronce  | 65 kg              |
| Campeonato Europeo |                    |                    |                    |
| Año                | Lugar              | Medalla            | Categoría          |
| 2006               | Moscú (Rusia)      | Medalla de bronce  | 55 kg              |
| 2009               | Vilna (Lituania)   | Medalla de oro     | 59 kg              |
| 2014               | Vantaa (Finlandia) | Medalla de oro     | 60 kg              |
| 2017               | Novi Sad (Serbia)  | Medalla de bronce  | 60 kg              |